# Азорський університет
Азо́рський університе́т (порт. Universidade dos Açores) — державний університет у Португалії. Розташований в Азорському автономному регіоні, у муніципалітеті Понта-Делгада. Заснований 9 січня 1976 року. Підпорядковується Міністерству науки, технології і вищої освіти. Має три кампуси: основний у Понті-Делгаді, і два спеціалізовані — в Ангрі-ду-Ероїшму й Орті. На території основного кампуса розміщено такі факультети: біологічний; педагогічний; технологічних наук і розвитку; економіки й управління; наук про землю; історії, філософії й суспільних наук; мов і сучасної літератури; математики. В Ангрі працює факультет океанології й рибознавства; в Орті — факультет агрономічних наук. Має магістратуру й аспірантуру. При університеті діють ряд дослідницьких інститутів і центрів: біотехтологій, прикладної економіки, фізико-технічний тощо. Абревіатура — UAç.

## Факультети
Понта-Делгада
- Біологічний факультет
- Педагогічний факультет
- Факультет технологічних наук і розвитку
- Факультет економіки й управління
- Факультет наук про землю
- Факультет історії, філософії й суспільних наук
- Факультет мов і сучасної літератури
- Математичний факультет

Ангра
- Факультет океанології й рибознавства

Орта
- Факультет агрономічних наук